# El Poble Valencià
El Poble Valencià («setmanari valencianiste») fon un setmanari il·lustrat publicat a València en dos èpoques diferents. Durant la primera —del 31 de març al 26 de maig de 1917— fon dirigit per Josep Maria Bayarri i hi col·laboraren Francesc Badenes, Rafael Tarín, Francesc Caballero, Jesús Morante, Francesc Almela i Vives i Emili Lluch, entre d'altres. Comptà amb seccions de literatura, religiosa i de belles arts. Reaparegué després, el 4 de juliol de 1931, associat al corrent valencianista de la dreta catòlica (relacionable amb la Dreta Regional Valenciana) i dirigit de manera no expressa per Josep Maria Esteve. En aquesta segona època hi col·laboraren a més Pasqual Asins i Nicolau Primitiu, entre d'altres. El darrer número (II època, núm. 18) es publicà el 7 de novembre del mateix any.